# Pietro Paolo Borrono
Pietro Paolo Borrono, o Boroni, Borono; detto Petrus Paolus Mediolanensis (Milano, 1490 circa – Milano, dopo il 1563?), è stato un compositore e liutista italiano.

## Biografia
Ben poco si sa della sua vita, Nel 1531 si trovava al servizio di Francesco I di Francia in qualità di suonatore di liuto, infatti è incluso nell'elenco degli ufficiali servitori della sua corte. Nel 1536 vennero pubblicate a Milano varie sue composizioni per liuto nella raccolta Intabolatura de leuto de diversi autori.
Si apprende da alcune lettere del cardinale Alessandro Farnese che Borrono partecipò alle congiure contro la famiglia Farnese; infatti nel 1551 si recò a Roma per organizzare detta congiura, ma, come si legge nelle stesse lettere, finì con lo svelare il piano ordito contro il cardinale Farnese.

## Le opere
- Intavolatura di lauto dell'eccellente Pietro Paolo Borrono da Milano, opera perfettissima sopra qualunque altra intavolatura che da qua indrieto sia stampata, libro ottavo (Venezia,  1548) (edizione con alcune composizioni di Francesco  da Milano).
- La intabolatura de lauto dell'eccellente Pietro Paolo Borrono di saltarelli, padovane, balli, fantasie, et canzon francese....con ogni diligentia ristampata et corretta (Venezia, 1565)  (ristampa con le sole composizioni di Borrono).
- Varie composizioni in diverse raccolte, antologie dell'epoca, tra le quali: Intabolatura de leuto de diversi autori (Milano, 1536).
- Libro secondo di una collana di  Intabolatura di lauto in 10 volumi di autori vari (Venezia, 1546).